# Habenaria zephyrica
Habenaria zephyrica är en orkidéart som beskrevs av Oakes Ames. Habenaria zephyrica ingår i släktet Habenaria och familjen orkidéer. Inga underarter finns listade i Catalogue of Life.